# NGC 523
NGC 523 (другие обозначения — NGC 537, IRAS01225+3345, UGC 979, ARP 158, MCG 6-4-18, VV 783, ZWG 521.22, 4ZW 45, PGC 5268) — галактика в созвездии Андромеда.
Этот объект занесён в новый общий каталог несколько раз, с обозначениями NGC 523, NGC 537.
NGC 523 входит в состав группы галактик NGC 507.
Этот объект входит в число перечисленных в оригинальной редакции «Нового общего каталога».
Используется Arp Atlas в качестве примера галактики с внутренним поглощением. NGC 523, вероятно, образовалась из-за столкновения двух галактик. Внешний вид объекта объясняется двумя ядрами, оставшимися от них.
В галактике вспыхнула сверхновая SN 2001en типа Ia, её пиковая видимая звездная величина составила 17,5.